# Mordechai Eliasberg

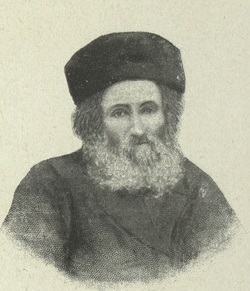

Mordechai Eliasberg (geboren 1817 in Čekiškė, heute Litauen; gestorben am 11. Dezember 1889 in Bauska) war ein russischer Rabbiner.
Er wurde um 1852/1853 Rabbiner in Žiežmariai und wechselte um 1861/1862 nach Bauska. In letzterer Stadt blieb er bis zum Tod Rabbiner und lehnte 1876 die Berufung nach Suwałki ab. Eliasberg nahm eine Position ein, die zwischen Aufklärern und Ultra-Orthodoxie beziehungsweise zwischen Freidenkern und Religiösen vermitteln wollte. Er vertrat die Position, dass Aufklärung (etwa in Form von Bildung und persönlichen Freiheiten) wichtig sei, solange dadurch die Religiosität nicht geschwächt würde. Entsprechend schlug er die Gründung von Handels- und Berufsschulen vor und war Unterstützer der Idee landwirtschaftlicher Siedlungen in Russland und Palästina. Nach den Pogromen in Südrussland 1881 wurde er ein leidenschaftlicher Vertreter der Chovevei-Zion-Bewegung.